# Saccostrea cucullata
Espèce
Saccostrea cucullata est une espèce de mollusques bivalves de la famille des Ostreidae.

## Description et caractéristiques
Cette huître peut mesurer jusqu'à 20 cm de long, 10 en moyenne. 

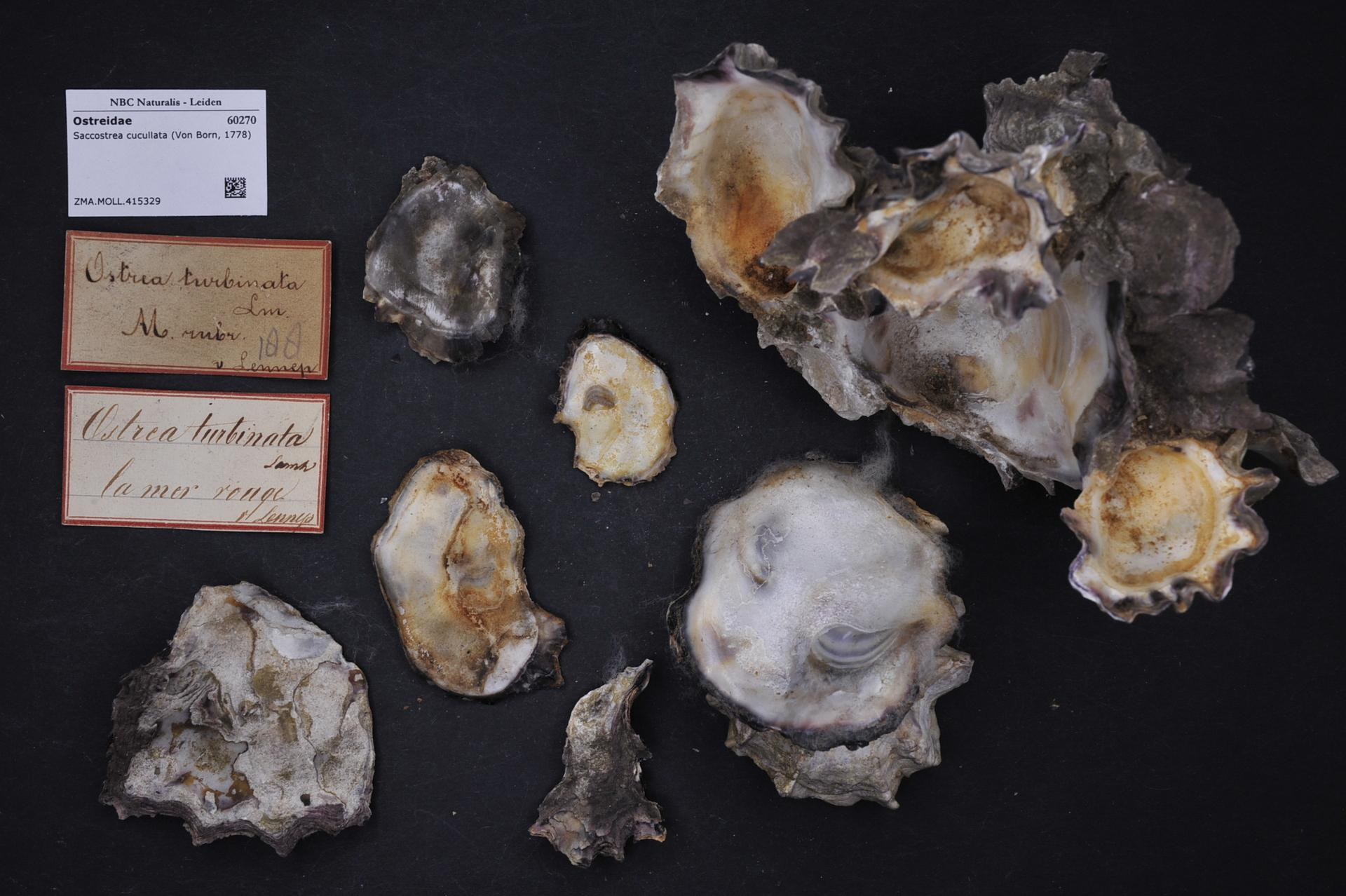
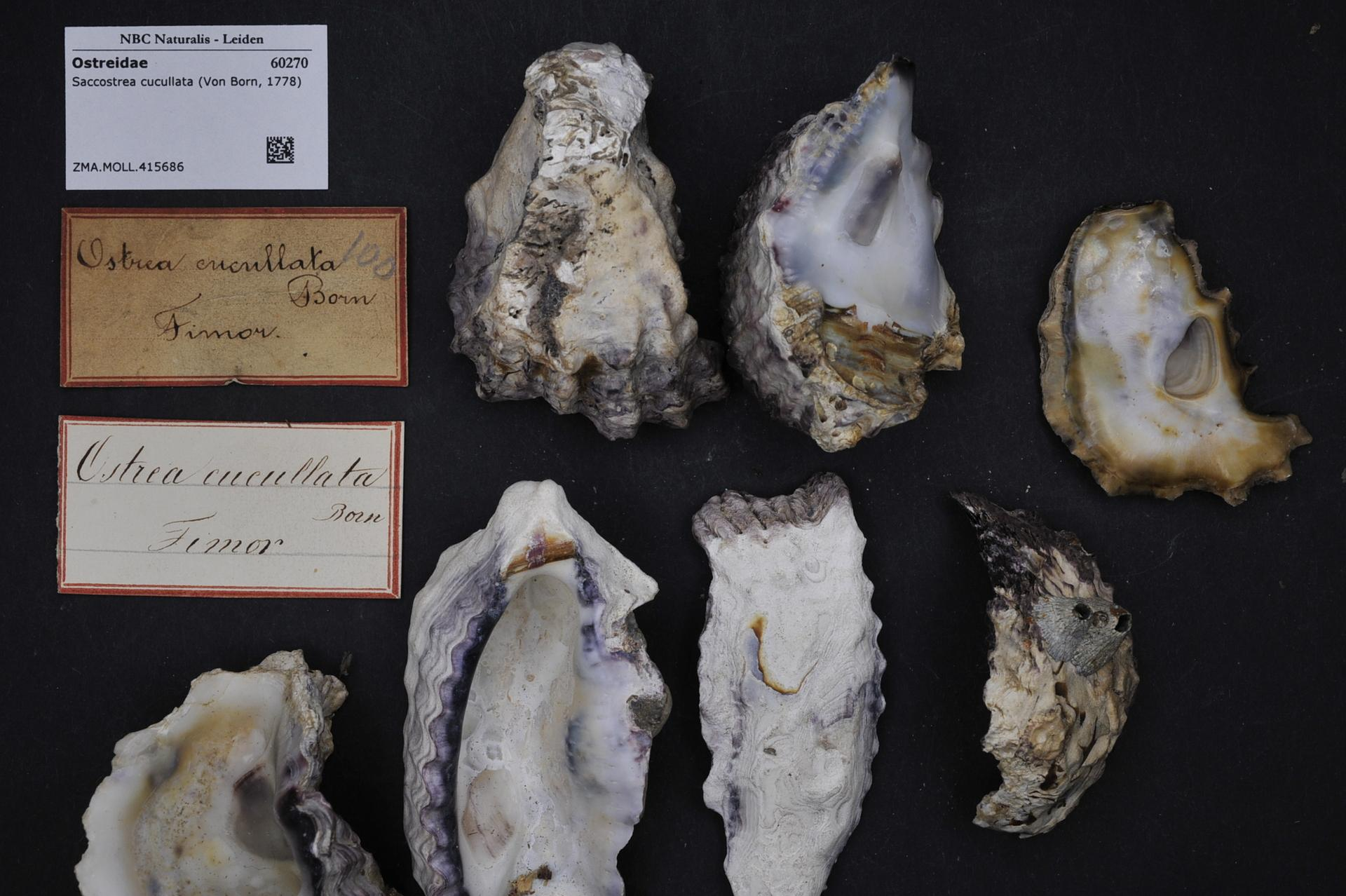

## Habitat et répartition
Cette huître est très commune dans tout l'Indo-Pacifique tropical, entre la surface et 5 m de profondeur. Elle a été introduite, sans doute accidentellement, dans certaines régions comme la Méditerranée. 

## Consommation humaine
Cette huître est comestible, et parfois consommée ; cependant elle n'est pas aussi réputée que les espèces tempérées, et beaucoup plus petite. 

## Registre fossile
Elle est connue depuis le Miocène.